# Cratere Singa
Singa  è un cratere sulla superficie di Marte.